# Lyman Spitzer

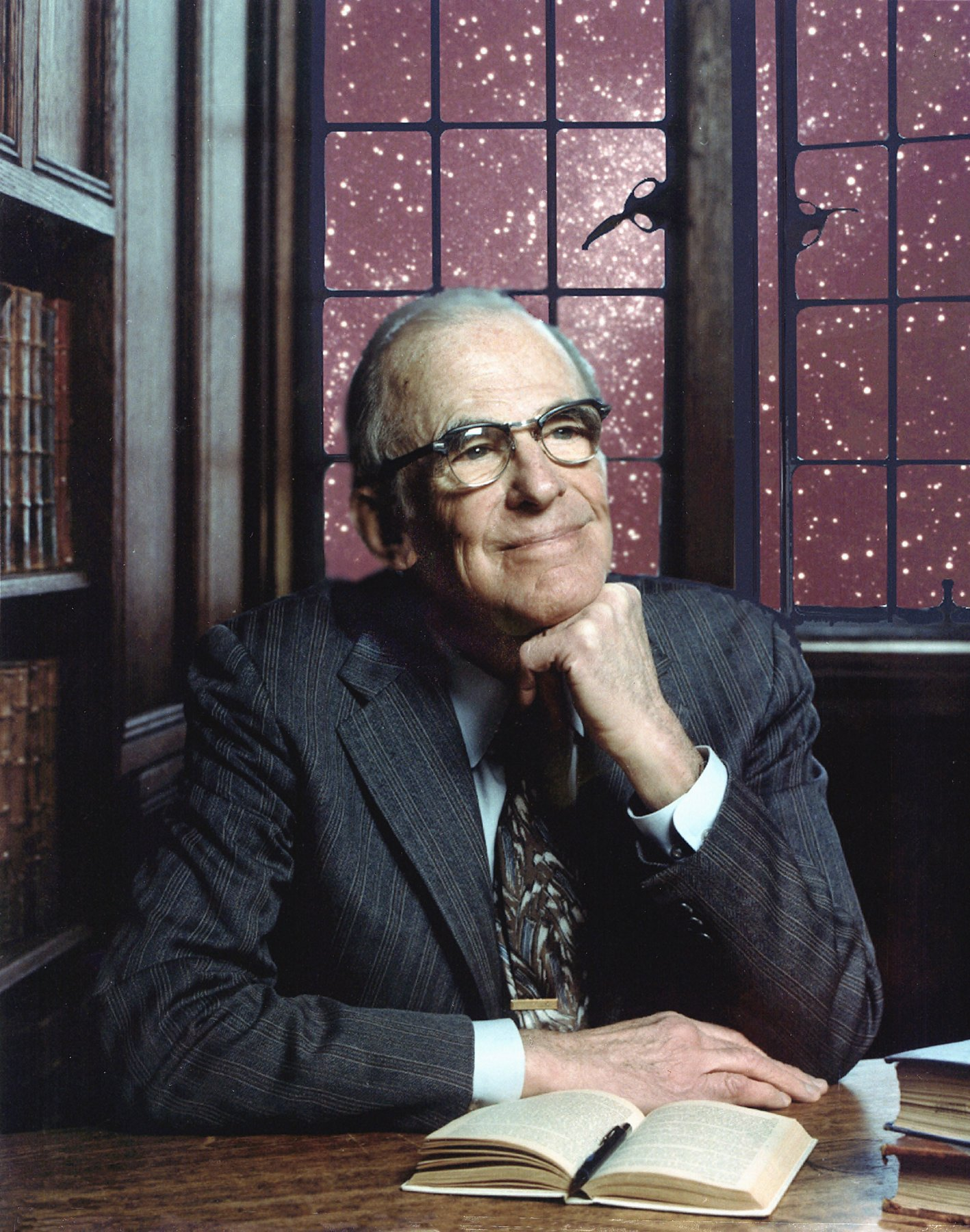
Lyman Spitzer

Lyman Spitzer, Jr. (* 26. Juni 1914 in Toledo (Ohio); † 31. März 1997 in Princeton (New Jersey)) war ein US-amerikanischer Astrophysiker. Er leistete wichtige Beiträge zur theoretischen Astrophysik und Plasmaphysik und war eine treibende Kraft in der Entwicklung von Weltraumteleskopen.

## Leben und Wirken
Spitzer wurde 1914 in Toledo (Ohio) als Sohn des Geschäftsmannes Lyman Spitzer Sr. und seiner Mutter Blanche Carey (geb. Brumback) in Toledo (Ohio) geboren. Nach Studien an der Yale University und an der University of Cambridge besuchte er die Princeton University, wo er 1938 bei Henry Norris Russell über ein Thema aus der Physik der Sternatmosphären promovierte. Nach einem Forschungsaufenthalt an der Harvard University ging er wiederum an die Yale University. Im Zweiten Weltkrieg war er beteiligt an der Entwicklung des Sonar zur U-Boot-Bekämpfung.
1947 wurde er Leiter des Departments für Astrophysik der Princeton University, das er zusammen mit Martin Schwarzschild weiter als führende Forschungseinrichtung ausbaute.
Spitzer ist einer der Urheber der Idee von Weltraumteleskopen. Schon 1946 beschrieb er die Vorteile durch fehlende Luftunruhe und die Zugänglichkeit weiter Wellenlängenbereiche. Später spielte er eine zentrale Rolle bei der Verwirklichung von Weltraumteleskopen wie OAO-3 (Copernicus) und dem Hubble-Weltraumteleskop.
Spitzer forschte auf vielen Gebieten der Physik und Astrophysik, besonders zur Physik der interstellaren Materie, Stellardynamik, Plasmaphysik und Kernfusion. Spitzer stellte fest, dass die interstellare Materie aus mehreren Phasen verschiedener Temperatur und Dichte besteht. Auf Spitzer geht das Stellarator-Konzept für Experimente zur kontrollierten Kernfusion zurück, entwickelt am Projekt Matterhorn (Kernfusionsforschungen im Vorläufer des Princeton Plasma Physics Laboratory) der Princeton University in den 1950er Jahren.
1952 wurde Spitzer in die National Academy of Sciences aufgenommen. 1953 wurde er in die American Academy of Arts and Sciences und 1959 in die American Philosophical Society gewählt.
Die American Philosophical Society zeichnete ihn 1991 mit ihrer Benjamin Franklin Medal aus.
Lyman Spitzer war ein leidenschaftlicher Alpinist und ist auch für seine Erstbesteigung des Mount Thor auf der Baffin-Insel bekannt.

## Werke (Auswahl)
- Physics of Fully Ionized Gases, 2nd Edition 1962 (New York: Interscience)
- Diffuse Matter in Space, 1968 (New York: Interscience)
- Physical Processes in the Interstellar Medium, 1978 (New York: Wiley-Interscience)
- Dynamical Evolution of Globular Clusters, 1987 (Princeton: Princeton University Press)

## Ehrungen
- 1953 Henry Norris Russell Lectureship
- 1973 Bruce Medal
- 1975 Karl-Schwarzschild-Medaille der Astronomischen Gesellschaft für seine Arbeit "Interstellar matter research with the Copernicus satellite".
- 1975 James-Clerk-Maxwell-Preis für Plasmaphysik der  American Physical Society
- 1978 Goldmedaille der Royal Astronomical Society
- 1979 National Medal of Science
- 1980 Jules-Janssen-Preis
- 1985 Crafoord-Preis
- Nach Lyman Spitzer sind das Infrarot-Weltraumteleskop Spitzer Space Telescope und der Asteroid (2160) Spitzer benannt.